# Tápiószecső
Tápiószecső é uma vila da Hungria, situada no condado de Peste. Tem 38,38 km² de área e sua população em 2019 foi estimada em 6.083 habitantes.